# Jack Farrell
John A. "Jack" Farrell (5 de julho de 1857 – 9 de fevereiro de 1914), também conhecido como "Moose", foi um jogador profissional de beisebol da Major League Baseball atuando principalmente como segunda base em suas 11 temporadas de carreira. Nascido em Newark, Nova Jérsei, Jack fez sua estreia nas grandes ligas em 1879 pelo Syracuse Stars da National League, onde jogou boa parte daquela temporada, até se mudar para o Providence Grays, onde jogaria as próximas seis temporadas. Números de sua carreira incluem 877 rebatidas em 884 partidas jogadas, 23 home runs e aproveitamento ao bastão de 24,3%. Em 1881, começou a temporada como jogador-treinador pelos Grays, conseguindo 24 vitórias e 27 derrotas. Em 3 agosto, Jack desistiu de ser "captão" da equipe, sendo substituído nesta função pelo outfielder Tom York. A equipe terminaria aquela temporada com 23 vitórias e 10 derrotas, ficando em segundo lugar.
Jack morreu em Cedar Grove, Nova Jérsei aos 56 anos de idade, e foi enterrado no Holy Sepulchre Cemetery em East Orange, Nova Jérsei.